# 넌-루가 협력적 위협 감소

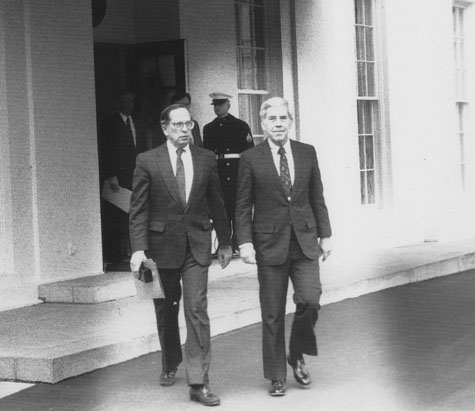

소련의 붕괴가 임박한 것처럼 보이자 미국과 나토 동맹국은 구소련이 보유한 핵무기가 적의 손에 넘어갈 위험에 대해 우려하게 되었다. 협력적 위협 감소(CTR) 프로그램은 넌-루가법(실제로는 1991년 소련 핵위협 감소법)에 의해 시작되었으며, 이 법안은 미국 상원 의원 샘 넌(D–GA)과 리처드 루가(R-IN)이 작성하고 공동 후원했다. CTR 웹사이트에 따르면 CTR 프로그램의 목적은 원래 “구소련 국가에서 대량살상무기 및 관련 기반 시설을 확보하고 해체하는 것”이었다. 평화배당금이 오래됨에 따라 프로그램에 대한 대안 2009 설명은 “구소련 및 그 밖의 국가에서 대량살상무기를 확보하고 해체하는 것”이었다. CTR 프로그램 자금은 1997년부터 DTRA(Defense Threat Reduction Agency)에서 지출되었다.